# Cholula
Cholula, officiellement Cholula de Rivadavia, est une ville mexicaine de l'État de Puebla, à une dizaine de kilomètres à l'ouest de Puebla, la ville capitale de l'État. Son nom vient de Cholōllān en langue nahuatl, qui peut signifier « le lieu où l'eau tombe » ou bien « lieu de la fuite » (choloa, « fuir » et -llan, « lieu »). Elle est connue pour sa Grande Pyramide et ses très nombreuses églises (environ 70).
Elle est située à 2 135 mètres d'altitude, au pied du Popocatepetl, un volcan toujours en activité. Sur le plan administratif, elle est constituée de trois municipalités, Santa Isabel Cholula, San Andrés Cholula, San Pedro Cholula, avec une population totale de 275 558 habitants selon des chiffres de 2015

## Histoire
Cholula fut une cité précolombienne habitée en leurs temps par de nombreux peuples  comme les Mayas, Mixtèques, Zapotèques, Olmèques, etc. Elle daterait au minimum du IIe siècle av. J.-C. d'après les archéologues et serait donc une des cités les plus anciennes de Mésoamérique. Un des premiers peuples qui s'y installa, les Epatláns, en firent déjà un lieu de culte.
Vers 200, la première pyramide de Cholula est construite. Elle fait 120 m de côté et 17 m de hauteur.
Vers la fin de l'époque classique (800), la ville serait tombée sous le joug des Olmèques-Xicallanca et ses habitants auraient été expulsés. Mais il apparait que, contrairement à Teotihuacán, elle échappa en majeure partie à la destruction. Cependant plusieurs théories coexistent pour expliquer cette période.
Vers 1164 (1 Tecpatl du calendrier aztèque), les Toltèques et les Chichimèques y arrivèrent et y introduisirent le culte de Quetzalcóatl.
À l'arrivée d'Hernán Cortés en 1519, c'était la seconde plus grande ville de l'empire Aztèque (après la capitale Tenochtitlan), avec probablement plus de 100 000 habitants. Cortés, qui s'y était arrêté alors qu'il marchait vers Tenochtiltan, eut vent d'une embuscade que les Aztèques voulaient lui tendre à la sortie de la ville. Il décida de frapper le premier et convoqua les notables de Cholula au temple de Quetzalcoatl. Une fois ceux-ci arrivés, Cortès les fit massacrer et ses alliés Tlaxcaltèques mirent la ville à sac (massacre de Cholula).

## Grande Pyramide
Cholula est célèbre pour sa Grande Pyramide bâtie, selon les archéologues, du IIe au XVIe siècle, par les différentes ethnies ayant peuplé la cité. Selon les indigènes, elle aurait été bâtie par des géants avant le déluge.  C'est la plus grande pyramide faite par l'homme en termes de volume déplacé (4,45 millions de m3). Elle fait 350 m de côté et 66 m de haut.
Construite à l'origine par les Olmèques vers 300 av. J.-C., elle a été complétée et utilisée par les Toltèques et les Aztèques comme lieu de rituel religieux et de sacrifice humain. Aujourd'hui la pyramide disparaît presque entièrement sous une colline d'aspect naturel au sommet de laquelle trône l'église de Nuestra Señora de los Remedios, « Notre-Dame-du-Bon-Secours » en français.

## Mythologie
Dans la mythologie aztèque, cette montagne a été la maison des géants, fils de Cihuacoatl et Mixcoatl, qui habitaient sur la terre pendant le déluge Atonatiuh.

## Galerie

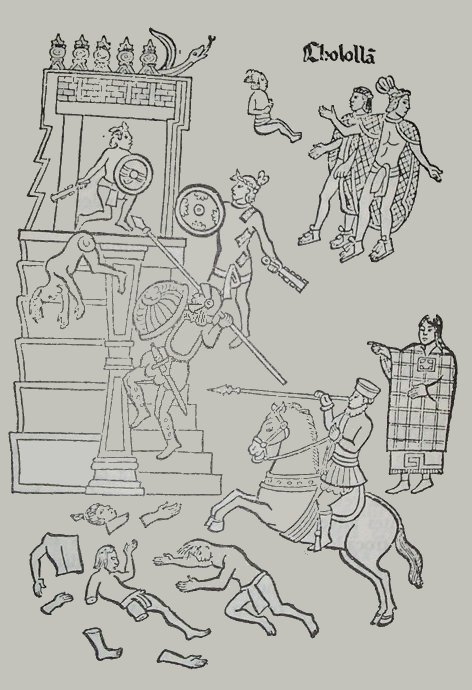
Massacre de Cholula dans le Lienzo de Tlaxcala.
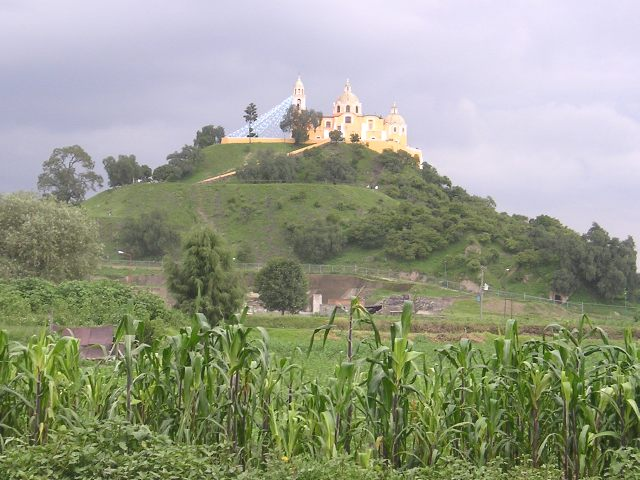
L'église baroque de l'époque coloniale Nuestra Señora de los Remedios surmontant la Grande Pyramide de Cholula.
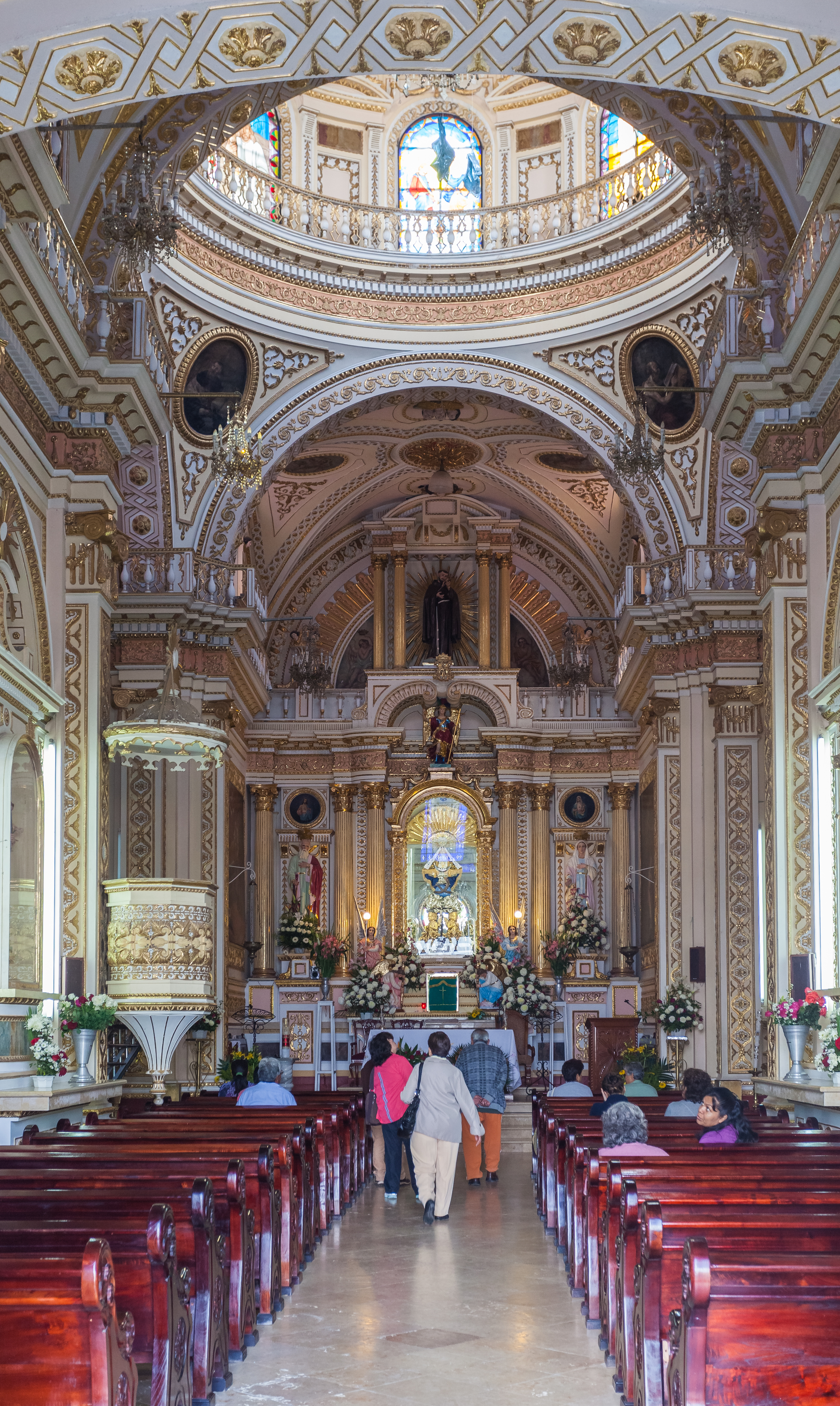
Nuestra Señora de los Remedios.